# Enderbury
Enderbury (englisch Enderbury Island) ist ein kleines, unbewohntes gehobenes Atoll im Pazifischen Ozean; es liegt etwa 65 km südöstlich von Kanton, dem größten Atoll der Phoenixinseln. Die Insel gehört politisch zur pazifischen Inselrepublik Kiribati.
Enderbury ist bei etwa 1,5 Kilometer Breite knapp fünf Kilometer lang und von einem nahe der Küste verlaufenden Korallenriff umringt. Das Atoll besitzt den sehr kleinen Rest einer Lagune, die Landfläche nimmt den größten Teil dieses Atolls ein.

## Geschichte
Das Atoll wurde 1823 von Kapitän James J. Coffin vom britischen Walfangschiff Transit entdeckt. Der Name „Enderbury“ geht auf eine verderbte Version von „Enderby“ zurück (nach dem Reeder Samuel Enderby (1756–1829), dem Inhaber eines Londoner Walfangunternehmens).
1860 nahmen die USA das Atoll in Besitz, um dort – wie auf den meisten der Phoenixinseln – massiv Guano abzubauen. Der Abbau erreichte seine Spitze 1870 unter Führung der amerikanischen Phoenix Guano Company, als in nur 64 Tagen 6000 Tonnen Guano abgebaut und exportiert wurden. Nachdem die Amerikaner nahezu alle Guanoablagerungen ausgebeutet und 1877 Enderbury verlassen hatten, wurde das Gebiet noch kurzzeitig von einem britischen Guano-Unternehmen übernommen, obwohl der Abbau kaum mehr rentabel war.
1939 vereinbarten die USA und Großbritannien, das Atoll für 50 Jahre gemeinsam zu kontrollieren.
Die Gebäude und sonstigen Einrichtungen, die für die Guano-Arbeiter auf der Insel errichtet worden waren, zerstörten die Amerikaner im Zweiten Weltkrieg selbst, um eine eventuelle Nutzung durch die Japaner zu verhindern.
Seit 1979 zählt Enderbury, wie alle Atolle der Phoenixinseln, zum Hoheitsgebiet der Inselrepublik Kiribati.

## Flora und Fauna
Die Flora der Insel besteht nur aus niedrigen Gräsern und einigen wenigen Sträuchern, dort nisten und rasten heute lediglich zahlreiche Arten von Seevögeln, jeweils in großer Anzahl.

Galerie
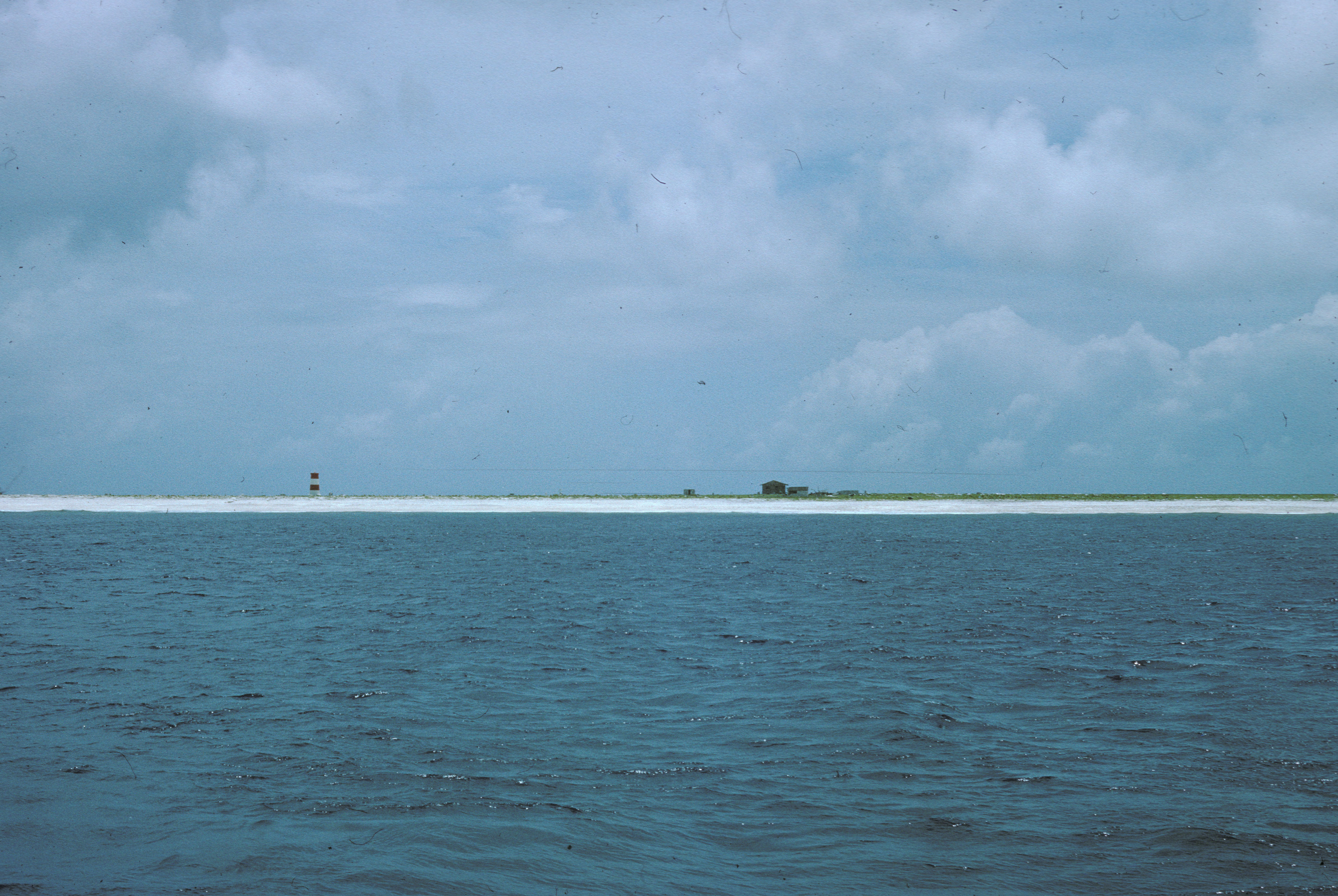
Die Insel von See aus gesehen
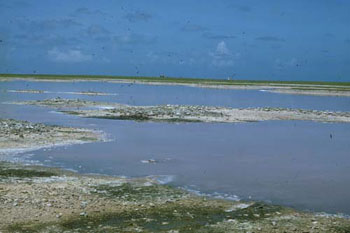
Die salzhaltige, innere Lagune
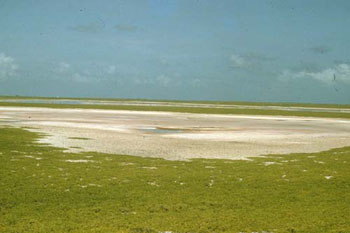
Eine Stelle mit fast ausgetrockneter Lagune
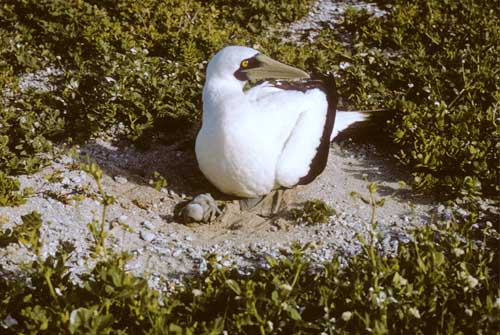
Ein Maskentölpel in seinem Nest